# Kässbohrer Transport Technik
Kässbohrer Transport Technik GmbH är ett österrikiskt företag baserat i Eugendorf som tillverkar lastbilssläp.
Företaget har sin ursprunliga grund i Karl Kässbohrer Fahrzeugwerke, en tysk fordonstillverkare. När företaget expanderade i Österrike bildades även en fabrik i Salzburg. Företaget hamnade i en finansiell kris under sent 80- och tidigt 90-tal vilket resulteratade i att det uppgick i Kässbohrer Geländefahrzeug och Daimler Buses. Bröderna Heinrich, Ulrich, and Otfried Kässbohrer lyckades köpa tillbaka fabriken i Österike och bildade Kässbohrer Transport Technik. År 2016 förvärvade företaget ROHR Fahrzeugbau GmbH som senare blev ROHR Spezialfahrzeuge GmbH. Det nya Kässbohrer-företaget är idag en världsledande tillverkare av lastbilssläp. 